# Carcavelos e Parede
Carcavelos e Parede (llamada oficialmente União das Freguesias de Carcavelos e Parede) es una freguesia portuguesa del municipio de Cascaes, distrito de Lisboa.

## Historia
Fue creada el 28 de enero de 2013 en aplicación de una resolución de la Asamblea de la República de Portugal promulgada el 16 de enero de 2013 con la unión de las freguesias de Carcavelos y Parede, pasando su sede a estar situada en la antigua freguesia de Carcavelos.

## Demografía
| Gráfica de evolución demográfica de Carcavelos e Parede entre 2011 y 2021 |
|                                                                           |
| Datos según el nomenclátor publicado por el INE portugués.                |